# Louis Bénech
Ne pas confondre avec Louis Benech, paysagiste français né en 1957
Pour les articles homonymes, voir Bénech.
Louis Bénech, né le 24 septembre 1875 dans le 5e arrondissement de Paris, ville où il est mort le 19 mars 1925 dans le 10e arrondissement, docteur en médecine, est un parolier, compositeur et éditeur français.

## Biographie
Il a écrit des chansons avec Ernest Dumont, qui sont désormais qualifiées de « chansons Bénech et Dumont ».
Il meurt le 19 mars 1925, en son domicile parisien, dans le 10e arrondissement.

## Quelques œuvres avant son association avec Dumont

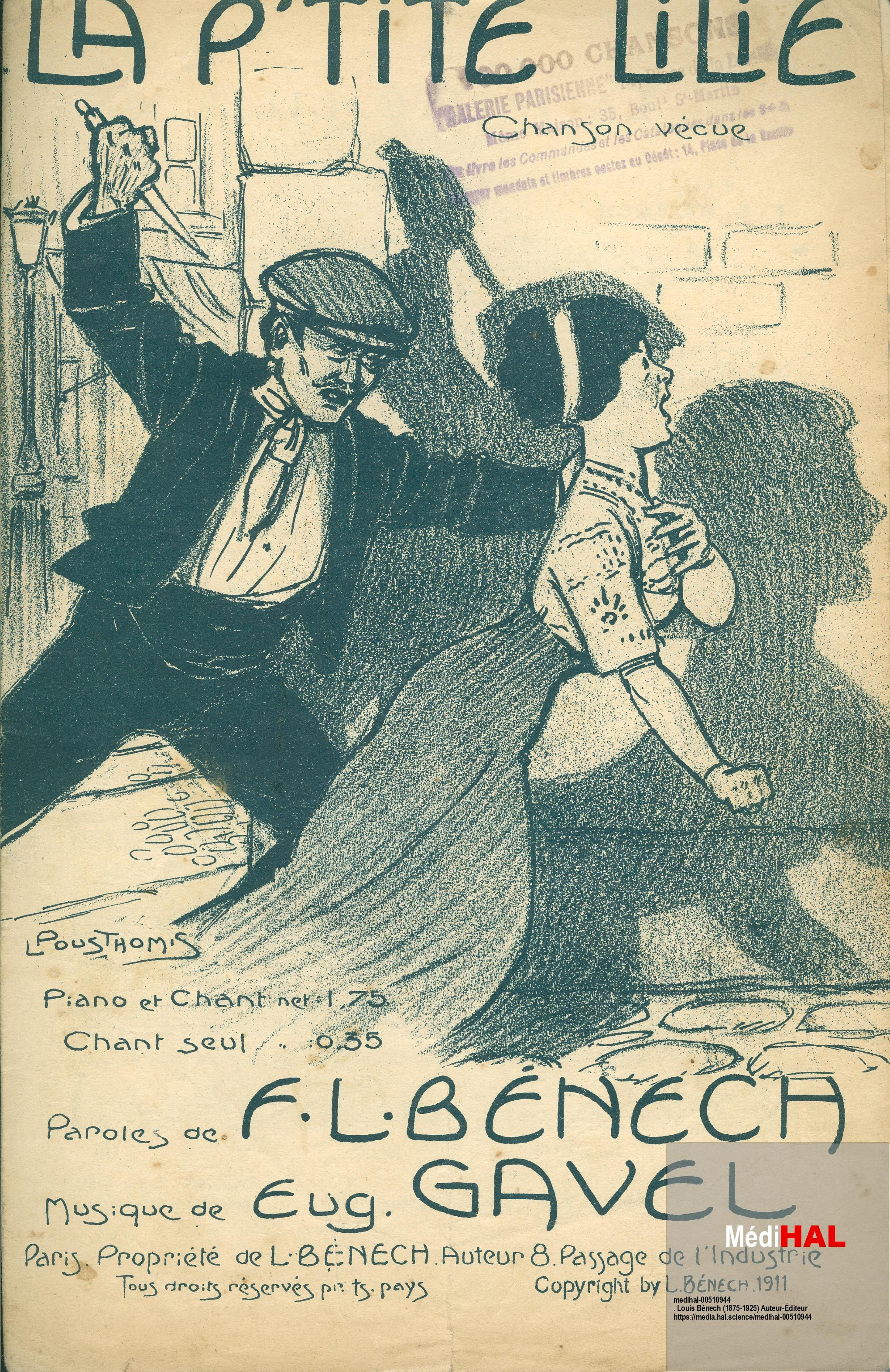
La P'tite Lilie.

- Ma petite Bretonne, Bénech - Désiré Berniaux, 1907, créée par Mayol
- Amoureux sauvetage, Bénech - Désiré Berniaux, 1908
- Elle pique à la mécanique, Bénech - Désiré Berniaux, 1908, Mayol
- Caroline, Caroline, Bénech & Vincent Telly - Scotto, 1909, créée par Georgel
- Myrella la jolie, Bénech - Désiré Berniaux, 1909
- En quatre-vingt-treize, Bénech - Léo Daniderff, 1910
- Toutes les femmes, Bénech - Vincent Telly, 1911, créée par Mayol
- La P'tite Lilie, Bénech - Eugène Gavel, 1912 (1910 selon l'anthologie de la CSDEM)
- Dans les jardins de l'Alhambra, Bénech - Ernest Dumont, 1923[3]